# Whitestone (Alaska)
Whitestone ist ein Ort und ein census-designated place (CDP) in der Southeast Fairbanks Census Area in Alaska in den Vereinigten Staaten. Das U.S. Census Bureau hatte bei der Volkszählung 2020 eine Einwohnerzahl von 71 ermittelt.

## Geographie
Whitestone befindet sich im Tanana Valley am Zusammenfluss von Delta River und Tanana River. Der Ort liegt am linken westlichen Ufer beider Flüsse 15 km nordnordwestlich von Delta Junction. Der 310 m hoch gelegene Ort liegt gegenüber von Big Delta. Der Ort ist nicht an das Straßennetz von Alaska angeschlossen.

## Geschichte
Whitestone erschien erstmals beim Zensus 2010 als ein census-designated place. Die Bevölkerung lebt hauptsächlich von Subsistenzwirtschaft. Auf den „Whitestone Farms“ werden Rinder gehalten.

## Demografie
Zum Zeitpunkt der Volkszählung im Jahre 2020 (U.S. Census 2020) hatte Whitestone 71 Einwohner auf einer Landfläche von 172,91 km². Von den Einwohnern waren 61 Weiße, einer amerikanisch-indianischer Abstammung sowie 2 Asiaten. Beim Zensus 2010 wurde eine Einwohnerzahl von 97 ermittelt.